# صلاة الاستخارة
الاستخارة في اللغة طَلَبُ الخِيَرَةِ فِي الشَّيْءِ وصلاة الاستخارة هي طَلَبُ الخِيَرَةِ من الله عز وجل، فإن كان المسلم في حاجة للاختيار بين شيئين وصلى الاستخارة واختار أحدهم وتيسر وحدث ذلك الشي فهو الخير، وإن تعطل ولم يحدث فهو أيضاً الخير له. وهي عبادة في الإسلام، لا وقتاً محدداً لها.
وتكون بأن يصلي المسلم ركعتين من غير الفريضة ويسلم، ثم يحمد الله ويصلي على نبيه، ثم يدعو بنص الدعاء الذي رواه الإمام البخاري: 

## أهمية الاستخارة
حيث يتعرض الإنسان في حياته لكثير من الأمور غيبية النتائج، ويقدم على أمور مجهولة العواقب، لا يدري خيرها من شرها، أيقدم على هذا العمل أم لا، فشرع الله صلاة الاستخارة علاجًا للتردد، وحلًا للمشكلة لكي ينقلب التردد ثباتًا والشك يقينًا، فيصبح مطمئن النفس هادئ البال راضيًا بما قدر الله له، ولو كان شرًا في الظاهر لأنه قد استسلم لربه وتوكل عليه.
هي عبادة مهمة حرص النبي صلى الله عليه وسلم على تعليمها لأصحابه إذا همّ أحدهم بالأمر إذا قصده أو عزم عليه لا يدري هل فيه خير له أم لا في الحقيقة، لكنه في الظاهر يراه من مصلحته.

## حكمها
أجمع الْعُلَمَاءُ أَنَّ الاسْتِخَارَةَ سُنَّةٌ، يثاب فاعلها ولا يأثم تاركها، وَدَلِيلُ مَشْرُوعِيَّتِهَا مَا رَوَاهُ الْبُخَارِيُّ 
روي عن عَنْ جَابِرٍ وعن سعد بن أبي وقاص في صحيح البخاري: 
| صلاة الاستخارة | أن النبي قال: من سعادة ابن آدم استخارة الله، ومن سعادة بني آدم رضاه بما قضى الله، ومن شقوة ابن آدم تركه استخارة الله، ومن شقوة ابن آدم سخطه بما قضى الله.، حديث صحيح | صلاة الاستخارة |

## دعاء الاستخارة
من حديث جابر قال: "كان رسول الله صلى الله عليه وسلم يعلمنا الاستخارة في الأمور كلها كما يعلمنا السورة من القرآن فيقول:
«إِذَا هَمَّ أَحَدُكُمْ بِالأَمْرِ فَلْيَرْكَعْ رَكْعَتَيْنِ مِنْ غَيْرِ الْفَرِيضَةِ ثُمَّ لِيَقُلْ اللَّهُمَّ إِنِّي أَسْتَخِيرُكَ بِعِلْمِكَ وَأَسْتَقْدِرُكَ بِقُدْرَتِكَ وَأَسْأَلُكَ مِنْ فَضْلِكَ العظيم، فَإِنَّكَ تَقْدِرُ وَلا أَقْدِرُ وَتَعْلَمُ وَلا أَعْلَمُ وَأَنْتَ عَلامُ الْغُيُوبِ اللَّهُمَّ فَإِنْ كُنْتَ تَعْلَمُ أن هَذَا الأَمْرَ ثُمَّ تُسَمِّيهِ بِعَيْنِهِ خَيْرٌ لِي فِي عَاجِلِ أَمْرِي وَآجِلِهِ قَالَ أَوْ فِي دِينِي وَمَعَاشِي وَعَاقِبَةِ أَمْرِي فَاقْدُرْهُ لِي وَيَسِّرْهُ لِي ثُمَّ بَارِكْ لِي فِيهِ اللَّهُمَّ وَإِنْ كُنْتَ تَعْلَمُ أَنَّهُ شَرٌّ لِي فِي دِينِي وَمَعَاشِي وَعَاقِبَةِ أَمْرِي أَوْ قَالَ فِي عَاجِلِ أَمْرِي وَآجِلِهِ فَاصْرِفْنِي عَنْهُ [ واصرفه عني ] وَاقْدُرْ لِي الْخَيْرَ حَيْثُ كَانَ ثُمَّ رَضِّنِي بِهِ.»"

## شروط الاستخارة
- النية.
- الاخذ بالأسباب.
- الرضا بقضاء الله.
- الاستخارة في الأمور المباحة فقط.
- التوبة، رد المظالم، عدم الكسب أو المأكل من حرام.
- أن تستخير في أي شيء حتى لو تمكن هذا الأمر منك وصار عندك الميل والرغبة في الأمر.

## الاستشارة
| صلاة الاستخارة | يُسْتَحَبُّ أَنْ يَسْتَشِيرَ قَبْلَ الاسْتِخَارَةِ مَنْ يَعْلَمُ مِنْ حَالِهِ النَّصِيحَةَ وَالشَّفَقَةَ وَالْخِبْرَةَ، وَيَثِقُ بِدِينِهِ وَمَعْرِفَتِهِ.... | صلاة الاستخارة |

| صلاة الاستخارة | ما ندم من استخار الخالق، وشاور المخلوقين، وثبت في أمره. وقد قال سبحانه وتعالى : ﴿فَبِمَا رَحْمَةٍ مِنَ اللَّهِ لِنْتَ لَهُمْ وَلَوْ كُنْتَ فَظًّا غَلِيظَ الْقَلْبِ لَانْفَضُّوا مِنْ حَوْلِكَ فَاعْفُ عَنْهُمْ وَاسْتَغْفِرْ لَهُمْ وَشَاوِرْهُمْ فِي الْأَمْرِ فَإِذَا عَزَمْتَ فَتَوَكَّلْ عَلَى اللَّهِ إِنَّ اللَّهَ يُحِبُّ الْمُتَوَكِّلِينَ ۝١٥٩﴾ | صلاة الاستخارة |

| صلاة الاستخارة | ما تشاور قوم يبتغون وجه الله إلا هدوا إلى أرشد أمرهم. | صلاة الاستخارة |

 فالاستخارة تكون بعد الأخذ بالأسباب، ومن الأخذ بالأسباب الاستشارة.
| صلاة الاستخارة | في قوله: "الاستخارة تقدم أولاً، لقول النبي ﷺ: «إِذَا هَمَّ أَحَدُكُمْ بِالأمْرِ فَلْيَرْكَعْ رَكْعَتَيْنِ …إلى أخره» ثم إذا كررتها ثلاث مرات ولم يتبين لك الأمر، فاستشر، ثم ما أشير عليك به فخذ به وإنما قلنا: إنه يستخير ثلاث مرات، لأنه من عادة النبي صلى الله عليه وسلم أنه إذا دعا دعا ثلاثاً، وقال بعض أهل العلم أنه يكرر الصلاة حتى يتبين للإنسان خير الأمرين. | صلاة الاستخارة |

## لا رؤيا ولا أحلام
يعتقد العامة بأن لصلاة الاستخارة رؤيا بعدها، تكون بشارة لتحقق الأمر أو نحوه وهذا خطأ شائع فلا رؤيا ولا أحلام أو منامات أو غيره بل تتوكل على الله في أداء الأمر قال الله تعالى: ﴿فَإِذَا عَزَمْتَ فَتَوَكَّلْ عَلَى اللّهِ﴾ فإن هيأ الله لك الأمر وسددك فيه وسهله لك فهو كذلك وإن أبعدك عنه فهذا قدر الله تعالى.

## استخارة الزواج
إذا أراد الرجل أو المرأة الاستخارة في الخطبة أي (الزواج) ينبغي أيضاً الاستشارة والأخذ بالأسباب، كما في حديث فاطمة بنت قيس عندما خطبها معاوية وأبو جهم بن حذيفة فقال رسول الله صلى الله عليه وسلم «أما أبو جهم فلا يضعُ عصاهُ عن عاتقهِ، وأما معاويةُ فصعْلُوكٌ لا مالَ لهُ، انكحِي أسامةَ بن زيدٍ : قالت : فكرهتُه، ثم قال : انكحي أسامةَ بن زيدٍ، فنكحتُه، فجعلَ اللهُ في ذلك خيرا واغْتبَطْتُ به».

## الاستخارة بالقرآن
ومن الناس من يعبّر عن احترامه للقرآن بأخذ الفأل من القرآن، فإن وجد آية تأمر بفعل شيء فعل، كأن يسافر أو يتزوج، وإن وجد آية تنهى عن فعل شيء، ترك الفعل، ويفهم أنه نهي عنه، وذكر محمد الخضر حسين في كتاب (بلاغة القرآن) قول بعض المؤرخين أن بعض العلماء أراد السفر في البحر ففتح المصحف وقابله قول الله تعالى: {وَاتْرُكِ الْبَحْرَ رَهْواً إِنَّهُمْ جُنْدٌ مُغْرَقُونَ} [الدخان: 24] فترك السفر، وغرق المركب في البحر براكبيه. وهذا الذي حدث مجرّد مصادفة، والقرآن لم ينزله الله تعالى لأخذ الفأل منه، بل أنزله ليكون شفاء لما في الصدور.
ومن الناس من يستخير بالقرآن بطريقة أخرى، وهي أن يأخذ المصحف ويفتح عشوائياً صفحة منه ثم ينظر إلى أولى سطر في الصحيفة الأولى، وبعضهم يعدّ سبع ورقات ثم سبعة أسطر ثم سبع كلمات، ثم يقرأ، فإن وجد آية تأمر بفعل شيء فعل، وإن وجد آية تنهى عن فعل شيء ترك الفعل، وهذه الاستخارة لا أصل لها في الشرع ولم تنقل عن أحد من الأئمة أو العلماء، وهي مبنية على المصادفة والمخاطرة، والقرآن إنما أنزل كتاب هداية كما ذكرنا من قبل.
وقد شرع النبيّ محمد صلاةَ الاستخارة ودعاءها، وحرام على المسلم أن يلجأ إلى غير هذا الطريق القويم، كأن يلجأ إلى الاستخارة بمثل هذه البدع المتقدمة، والتي ليس فيها أي احترام لكتاب الله، وحرام عليه أن يلجأ إلى منجم أو عرّاف، وجمود منه أن يطلب من غيره أن يستخير له ويترك إحياء سنة الاستخارة الشرعية الميسرة بنفسه.

## وصلات خارجية
- صلاة-الاستخارة -  موقع طريق الإسلام.
- التفصيل في صلاة الاستخارة - موقع اسلام ويب.
- المزيد عن صلاة الاستخارة - موقع الإسلام سؤال وجواب